# Cuomei (socken i Kina)
Cuomei (kinesiska: 措美, 措美乡) är en socken i Kina. Den ligger i den autonoma regionen Tibet, i den sydvästra delen av landet, omkring 140 kilometer söder om regionhuvudstaden Lhasa.
Genomsnittlig årsnederbörd är 943 millimeter. Den regnigaste månaden är juli, med i genomsnitt 172 mm nederbörd, och den torraste är december, med 5 mm nederbörd.